# Velkua församling
Velkua församling (finska: Velkuan seurakunta) var en självständig luthersk församling i Velkua i det finländska landskapet Egentliga Finland. Församlingen tillhörde Tövsala församling fram till 1917 när den blev självständig. Velkua församling lades samman med Nådendals församling år 1961. Senare blev Velkua igen självständig men år 2005 blev den igen en del av Nådendals församling. Församlingens huvudkyrka var Sankt Henriks kyrka.
Velkua blev en bönehusförsamling år 1793. Då fick församlingen också en egen kyrka, en egen präst och egna kyrkböcker. Under finska kriget förstördes Velkuas kyrkböcker 1796–1808. Ryska trupper landsteg vid ön Palva och förstörde och rövade kyrkans egendom vilket innehöll bland annat kyrkböcker. Bara en bok hittades senare från skogen.